# Ю Хён Мок
Ю Хён Мок (кор. 유현목, транслит Yu Hyun-mok; 1925—2009) — корейский кинорежиссёр, сценарист, преподаватель и теоретик кино. Один из классиков, основавший национальный кинематограф и ориентировавшийся в создании своих фильмов на некоммерческое, интеллектуальное творчество. Неоднократно подвергался преследованию со стороны военных режимов Южной Кореи.

## Биография
Ю Хён Мок родился в Саривоне (ныне — на территории КНДР) в 1925 году. В 1939 году переехал в Сеул, где в начале 1940-х годов обучался в национальном университете. Дебютировал в кино сценаристом в 1953 году, в 1956 году — режиссёром фильма «Распутье» (иногда — «Перекрёсток», кор. 교차로, транслит Gyocharo)
Его фильм 1961 года «Шальная пуля» (часто — «Бесцельная пуля», кор. 오발탄, Obaltan) некоторыми источниками признан «лучшим корейским фильмом всех времён». Картина была запрещена политической цензурой к прокату в Южной Корее, но представлена и хорошо принята на международном фестивале в Сан-Франциско в 1963 году.
Ю Хён Мок начинает преподавать искусство кинематографа в университете Тонгук (en:Dongguk University) и одновременно снимет новые фильмы. Картина «Мученик» (англ. Martyr, кор. 순교자, Sungyoja, 1965 год) стала первой в Корее, экспортированной для показа в США. В этом же году он был арестован в ходе политических репрессий правительства генерала Пак Чон Хи, но вскоре освобождён. В 1971 году Ю Хён Мок создал свою собственную продюсерскую компанию Yu Productions.
Трижды (1962, 1965, 1971 годы) признавался лучшим режиссёром Ассоциации художественных фильмов Южной Кореи (en:Grand Bell Awards). 1970-е годы отмечены, среди прочих, такими интересными работами, как «Пламя» (en:Flame (1975 film), кор. 불꽃, Bulggot, 1975 год) и «Сезон дождей» (англ. Rainy Days, кор. 장마, Jangma, 1979 год).
Кроме работы в качестве режиссёра, Ю Хён Мок активно участвовал в создании и функционировании различных творческих союзов. Образовал Корейскую ассоциацию кинематографистов-любителей. В 1974 году избран председателем Ассоциации кинорежиссёров Кореи, в 1975 году — вице-президентом Ассоциации художественного кино Кореи, в 1989 году — председателем Общества киноискусства Кореи. В возрасте 65 лет официально вышел на пенсию, но продолжал преподавать в качестве почетного профессора.
Скончался от инсульта 28 июня 2009 года.

## Избранная фильмография
| Год  |   | Русское название       | Оригинальное название                                               | Роль     |
| ---- | - | ---------------------- | ------------------------------------------------------------------- | -------- |
| 1961 | ф | Шальная пуля           | 오발탄 / Obaltan / The Aimless Bullet                               | режиссёр |
| 1963 | ф | Дочери фармацевта Кима | 김약국의 딸들 / Kim yakgukjib daldeul / Daughters of Pharmacist Kim | режиссёр |
| 1965 | ф | Пустые мечты           | 춘몽 / Chunmong / An Empty Dream                                    | режиссёр |
| 1968 | ф | Потомки Каина          | 카인의 후예 / Kain-ui Huye / Descendants of Cain                    | режиссёр |
| 1980 | ф | Сын Человеческий       | 사람의 아들 / Saram-ui Adul / Son of Man                            | режиссёр |
| 1984 | ф | Сломанный тростник     | 상한 갈대 / Sanghan galdae / Ruined Reeds                           | режиссёр |